# 이용희 (1917년)
이용희(李用熙, 1917년 3월 23일~1997년 12월 4일)는 대한민국의 학자이다. 서울대학교 외교학과의 창설에 관여한 정치학자이며 미술사학에 정통한 미술사가이다. 국제정치이론의 토착화를 위해 노력했으며, "권역이론" "전파이론"등의 개념을 제창하기도 하였다. 1940년 연희전문학교 문과를 졸업하였으며 1963년 서울대학교에서 법학박사학위를 받았다. 대통령 정치담당 특보, 국토 통일원 장관,대우재단 이사, 아주대학교 총장, 세종연구소 이사장을 지냈다.

## 정치학자 및 정치가
서울대 정치외교학과, 외교학과 교수를 지냈으며 국제정치학의 권위자였다. 1962년 유엔 총회 한국대표, 한국 국제 정치학회 회장을 역임하였다. 1975년 대통령 정치담당 특보를 지냈으며 1976년에는 국토통일원 장관을 거쳤다.

## 미술사학자
미술사학자로서 이용희는 이동주라는 이름으로 알려져있다. 한국회화사에 대한 많은 저술을 남겼다. 그는 중국미술의 아류라고 치부하던 식민적 사관으로 보던 한국의 전통미술을 전통 동양화론에 입각한 감식안으로 한국 전통회화의 독자성을 주장하였다.

## 주요 저서
- 일반국제정치학(상)
- 미래의 세계정치
- 우리 옛 그림의 아름다움
- 한국회화소사
- 우리나라의 옛 그림 등.